# Münchenski krug
Minhenski krug naziv je za četvoricu slikara koji su između 1905. i 1910. pohađali Akademiju u Münchenu i djelovali više ili manje povezano jer su svu četvoricu slikara isprva vodile slične ideje i ugledali su se na iste uzore, iako istovremeno djelovanje sve četvorice obuhvaća kratak period od samo dva mjeseca. Riječ je o slikarima Josipu Račiću, Miroslavu Kraljeviću, Vladimiru Beciću i Oskaru Hermanu. Čvrsta poveznica između ta četiri slikara barem je jedan semestar koji su svi proveli u klasi Huga von Habermanna, te su zajedno gledali i upijali utjecaje kako starih majstora, tako i prvaka modernog slikarstva Maneta. Time su otvorili put za razvoj moderne umjetnosti u Hrvatskoj: Kraljević za Prašku četvoricu, Becić za Grupu trojice i Grupu Zemlja. Kraljević i Račić značajni su i zbog upotrebe specifične manetovske crne boje koja je osim na ekspresioniste, utjecala i na Josipa Vaništu, predvodnika grupe Gorgona koja je u 60-ima djelovala u Zagrebu. 

## Die kroatische Schule
Rođenje moderne struje u hrvatskoj umjetnosti domaća likovna kritika već neko vrijeme vidi u zajedničkom djelovanju četvorice mladih slikara koji su se između 1905. i 1910. školovali na minhenskoj Köninglische Bayerische Akademie der Bildenden Künste. Prelog ističe kako su oni kao „predstavnici tzv. europske linije suprotstavljeni nacionalnoj liniji Ivana Meštrovića i grupe Medulić“. Za njihov krug i stil koji je, u tadašnjem domaćem (pa čak i u minhenskom) kontekstu bio nov i neobičan, danas se uvriježio naziv Münhenski krug. 
Taj se naziv nije koristio na početku stoljeća. Od trenutka kada je zamijećen rad ove četvorice autora, koji su kao studenti klase profesora Huga von Habermanna izlagali zajedno svoja djela, drugi studenti i profesori složili su se da je riječ o novoj, hrvatskoj školi slikanja, tzv. Die kroatische Schule. Ipak, Petar Prelog upozorava da bi taj naziv „trebalo vezati isključivo za Akademiju“. Iz tog razloga, kako bi obuhvatili šire područje njihovog likovnog stvaralaštva, od sredine 50-ih godina koristi se termin Minhenski krug. 
O pristupu pedagoškom radu Huga von Habermanna postoje mnoge priče. Zna se da je bio Pilotyjev učenik te da je aktivno sudjelovao u umjetničkoj grupi Die Scholle “na pozicijama između secesije, akademizma i realizma“, kao i da je „bio predsjednik minhenske Secesije“. Svojim studentima htio je silom nametnuti taj jugendstilski, secesijski pristup, no istovremeno Prelog tvrdi da je Habermannov pristup „bio među liberalnijima na akademiji“. O tome govori i podatak da je Račić, kao najbuntovniji član klase, vrlo često raspravljao s njime. Vladimir Becić o tome je pisao u svojim memoarima: „Mi smo kao mladi ljudi bili vrlo kritični i poletni. Već smo se bili prilično snašli u razvitku moderne umjetnosti. Znali smo za velikog slikara Leibla, koji je živio u blizini Münchena. Znali smo i predobro za velike francuske impresioniste, pogotovo Maneta...“ 

## Josip Račić
Prelog nam u jednom od svojih brojnih tekstova o Minhenskom krugu'' otkriva da su u München na Akademiju prvi došli Račić i Herman 1904., koji su prvo izučavali crtanje u privatnoj školi Antona Ažbea, a kasnije su upisali Akademiju u klasi profesora Johanna Caspara von Hertericha koji je vodio Crtačku školu. Godine 1905. prof. von Herterich umire pa je klasu preuzeo profesor Hugo von Habermann koji je sljedeće godine klasu pretvorio u slikarsku. U Habermannovoj klasi najbolji đak bio je slikar Josip Račić. Račić je već u Zagrebu izučio litografski zanat pa je upisavši privatnu Ažbeovu školu već imao iskustvo s grafikom. No presudno za njegov opus bilo je otkriće ugljena. Ažbe je odmah primijetio da se Račić posebno dobro snalazi u toj tehnici. „Osjetio je da su on – Račić – i taj ugljen jedno: dvije crnine. Osjetio je nadalje, da je crnina ugljena upravo idealno sredstvo, kojim može izraziti svu crninu svoje duše malog litografskog naučnika, koji je išao iz crnog blata svog sela u crninu tiskare.“ Kada je kasnije upisao Akademiju i postao dijelom slikarske klase profesora von Habermanna, zadržao je svoju usađenu ljubav prema crnoj koju je dodatno zavolio zbog svoje sklonosti Manetu i španjolskim majstorima („...Račić je našao slikare koji slikaju živom crninom i srebrnim sivilom. To su bili Velasquez, Goya i Manet.“). Budući da se redovito sukobljavao s Habermannom, pri jednoj od rasprava izrekao je Habermann svoju poznatu rečenicu: „So hat Manet nicht gemalt wie Sie es wünchen!“. Račić se trudio gotovo više od svih svojih kolega, no vrlo je brzo shvatio da na Akademiji više neće mnogo naučiti te je uskoro odlučio napustiti München i zaputiti se u Pariz. Veselila ga je činjenica da će napokon vidjeti grad svog najvećeg slikarskog uzora, Maneta. 
U Pariz je Račić stigao u veljači, a svoj je život skončao već u lipnju. Njegova je smrt još uvijek misterija, s obzirom na to da je ustrijeljen u svojoj skromnoj pariškoj sobi. U Parizu je nastalo jedno od njegovih najvećih djela, Pont des Artes koji je naslikao u maniri velikog Goye. Iz minhenskog perioda ipak treba spomenuti i nekoliko jednako značajnih radova, prije svega Autoportret  i Majka i dijete. Njih kao i sve ostale radove karakterizira naglašena upotreba crne boje, a zna se da je Račić pri slikanju platna Majka i dijete čak koristio i asfalt kako bi dobio fine tamne tonove.   

## Miroslav Kraljević
Iako je živio samo nekoliko godina više od Račića, Miroslav Kraljević iza sebe je ostavio zavidan opus, a još važnija je njegova nematerijalna ostavština u obliku utjecaja koje je prenio na mlađu generaciju slikara u Hrvatskoj, te tako indirektno začeo hrvatski ekspresionizam. 
Bio je iz dobrostojeće slavonske obitelji, plemenita porijekla i, za razliku od Račića, nije morao brinuti za svoju egzistenciju. Odustao je od studija prava kako bi upisao Akademiju i posljednji je stupio u klasu Huga von Habermanna, tek 1907. godine. U Münchenu je kopirao djela starih majstora iz Stare pinakoteke, ponajprije djela španjolskih slikara, te Jacoba Jordaensa i van Dycka. Španjolski slikari doveli su ga do Edouarda Maneta koji je ostao njegovim najvećim uzorom do kraja života. 
Kraljevićeva najveća djela nisu nažalost nastala za vrijeme studija, nego pri povratku u Hrvatsku i na njegovu jednogodišnjem boravku u Parizu koji je bio obilježen brzim životom i sve lošijim fizičkim stanjem zbog brzog napredovanja naslijeđene tuberkuloze. Danas ga prije svega pamtimo po nizu autoportreta, koji jasno pokazuju njegova psihička stanja i, kako kaže Horvat Pintarić, „stvarani su iz unutrašnje matrice, samo što se ona svaki put otkriva u drukčijem aspektu, onoliko različitom koliko je slikareva svijest o skoroj smrti bila jača“. Od pariškog opusa treba spomenuti manetovsku Olympiju, brojne lautrecovske crteže ili ilustracije u duhu Aubrey Beardsleya koje je radio za časopis Panurge. 

## Vladimir Becić
Vladimir Becić od malih nogu bio je zaokupljen slikanjem. Znamo da je paralelno sa studijem prava pohađao i „privatni Crnčić-Čikošev slikarski tečaj na Obrtnoj školi“. Na jubilarnoj izložbi Društva umjetnosti 1905. izlagao je i mladi Becić, a njegov je rad komentirao i Iso Kršnjavi: „Becić Vladimir je vrlo darovit učenik naših umjetnika, koji su mu radnje – umjesto u odjel za učenike – umetnuli među slike umjetnika. Vidjet ćemo, hoće li Becić opravdati to povjerenje“. Iste godine otišao je Becić put Münchena i upisao prvo privatnu slikarsku školu Heinricha Knirra, a već u sljedećem semestru i Akademiju. Prva osoba koju je upoznao bio je Josip Račić. Zajedno s Račićem radije se priklonio slikarskoj poetici Wilhelma Leibla i nezaobilaznog Maneta, a secesijski izričaj koji im je pokušavao nametnuti Habermann nije ih posebno interesirao. Uz Maneta divili su se i velikim španjolskim majstorima, što je i logično s obzirom na to da, kako kaže Tonković, „realizam minhenizirane linije Courbet-Manet odgovarao je inherentnim sklonostima i nazprima naših slikara, Račiću i Beciću posebno. Bilo je to opredjeljenje uvjetovano njihovim porijeklom i pozadinom, njihovim temeljnim formiranjem i konzervativnom sredinom koje su nosili u sebi“.
Uskoro je na Akademiju stigao i Kraljević, pa je krug bio potpun. Zna se da su si naši slikari međudobno pozirali, čemu svjedoći i Becićev portret Kraljevića. Inače, Becić u minhenskim danima slika uglavnom figurativno, a sačuvano je nekoliko akvarela. Najveće je Becićevo djelo iz tog perioda (i jedan od njegov najvećih doprinosa našoj umjetnosti)  Ženski akt pred ogledalom iz 1908. kojeg karakterizira „velaskezovska invencija“. Osim toga, naslikao je i nekolicinu autoportreta te za našu povijest umjetnosti vrlo važnu Mrtvu prirodu iz 1909. 
Prvom samostalnom izložbom 1910. godine u Salonu Ulrich u Zagrebu može se zaokružiti njegova münhenska faza. On je, kao i Račić, privučen Parizom te tamo nastavlja svoje stvaralaštvo. Do smrti 1954. sudjelovao je u mnogim umjetničkim kretanjima, primjerice 1910-ih izlagao je s Medulićima, nakon rata potaknuo je nastanak „prve umjetničke kolonije u našoj Kraljevini“ u Blažuju kraj Sarajeva, a od 1930. do 1935. bio je članom Grupe trojice. Stilski je varirao od impresionizma do klasicizma, a sadržajno je od minhenskih dana do smrti evoluirao utoliko što se postupno sve više približavao tom „idiomu hrvatskog slikarstva četvrtog desetljeća koje se vezuje uz pojavu Grupe trojice“.

## Oskar Herman
Oskar Herman slikar je kojeg mnogi domaći kritičari izostavljaju kada pišu o Minhenskom krugu. No on je nedvojbeno djelovao u Münchenu usporedno s Račićem, Kraljevićem i Becićem te su barem na početku dijelili iste uzore i ideje. I on je u München došao otprilike u isto vrijeme kad i Račić kojeg je susreo u Ažbeovoj školi. On je ujedno i prvi koji je od četvorice iz Minhenskog kruga upisao Akademiju. Na njega su snažno utjecale ideje J. Maier-Graefea, autora knjige Der Fall Böcklin und die Lehre von der Einheit koji mu je otvorio put prema utjecajima Maneta, Tintoretta, Velasqueza i Greca. U to vrijeme radio je Maier-Graefe na revalorizaciji opusa H. v. Maréesa čiji je utjecaj Herman objeručke prihvatio. Dogodilo se tako da je 1909. Maier-Graefe došao u posjed nekih Hermanovih radova, te je izrazio želju da ga upozna. Upravo zahvaljujući tom poznanstvu Herman je promijenio svoj stil i udaljio se od prepoznatljivog stila svojih hrvatskih kolega. To nimalo ne čudi ako znamo da je 1909. Račić već bio mrtav, a Herman je promijenio nekoliko klasa na Akademiji, prijateljevajući više s Kramsztykom nego s Kraljevićem i Becićem. Stil koji je dijelom preuzeo od Maréesa ostavio je traga na čitav njegov životni opus, koji će se još dugo razvijati s obzirom na duljinu njegova stvaralaštva. O tome dovoljno govori i činjenica da je prvu retrospektivnu izložbu doživio već 1934., a umro je tek 40 godina kasnije.        
U njegovu stvaralaštvu od početka je evidentan utjecaj Delacroixa, a kasnije „se veže na Maréesovo slikarstvo, na njegovu simbolističku i sadržajnu komponentu“. Iz minhenskih dana treba spomenuti sliku Djevojčica. Već se na njoj vidi u kojoj se mjeri Herman razlikuje od svojih kolega. Tako nas Kelemen upozorava na „hermanovsku ekspresivnu slikovitost: otvorena i vrlo složena paleta žari s platna i govori o psihologiji govorom boja, a tragovi deformacija i nemirna epiderma, već nas ovdje upozorava na visoku temperaturu njegova čuvstva...“ Od kasnijih radova najpoznatije je djelo Nagovaranje, ali to djelo više ni na koji način ne možemo povezati s prepoznatljivim stilom Minhenskog kruga. 

## Galerija djela
- Miroslav Kraljević, Veliki ženski akt (Olympia), 1912.
- Oskar Herman, Djevojčica, 1907.